# Peter Kubelka
Peter Kubelka (* 23. března 1934 Vídeň) je rakouský představitel experimentálního filmu, architekt a hudebník.

## Život
Kubelka se narodil ve Vídni v roce 1934. Dětství prožil na rakouském venkově ve městečku Taufkirchen. Studoval na gymnáziu v Linci a Welsu. Během studií se věnoval atletice. Získal titul juniorského mistra Rakouska v hodu diskem v roce 1953. Tehdy byl Kubelka již přijat ke studiu na filmové oddělení Hochschule fur Musik und Darstellende Kunst ve Vídni a začal se věnovat judu.
Polovina padesátých let byla zlomovým obdobím Kubelkova života. V Itálii absolvoval studia na Centro Sperimentale di Cinematografia v Římě. Po návratu do Rakouska natočil první své významné dílo – Mosaik im Vertrauen. Navázal kontakty s řadou významných osobností rakouské umělecké scény. Mezi ně mimo jiné patřili Gerhard Ruhm, Arnulf Rainer nebo Fritz Wotruba.
Během následujících let působil jako profesor na univerzitách ve Spojených státech či v Německu. Roku 1976 založil sbírku avantgardního filmu pro muzeum moderního umění Centre George Pompidou v Paříži. V roce 2012 pak natočil svůj poslední film Anthiphon.

## Dílo
Vídeň se v druhé polovině dvacátého století stala kolébkou evropského strukturálního a formalistického filmu. Tvůrci organizovali obrazy do rigorózních vzorců na základě striktně formálních pravidel. Ať už záběr zachycoval ryzí schéma, nebo vzdálený objekt, filmař záběry sestavil do rozvíjející se struktury, které neměla nic společného s vyprávěním.
Kubelka stavěl na objevech amerického filmaře Roberta Breera. Dále vycházel z rytmického střihu francouzských impresionistů a ze sovětské montážní školy 20. let. Na těchto základech zformuloval teorii tzv. „metrického filmu“. Film nevnímá jako pohyb, nýbrž jako projekci statických, čili nepohyblivých obrazů ve velmi vysokém rytmu. Za nejmenší základní jednotku filmu nepovažuje záběr, ale pouze jednotlivá okénka filmového pásku a intervaly mezi nimi. Režisér mohl sestavit okénka do pevné řady a pak film sestavit na manipulacích a variacích s takovými řadami.
Kubelka byl ve své rané fázi silně ovlivněn formálními postupy Antona Weberna. Pokusil se o totální formalizaci časové formy. Sám nazýval svá díla jako takzvané metrické filmy, protože byly strukturovány přesně podle předem vytvořeného schématu – partitury. V roce 1957 realizoval svůj první film striktně vybudovaný na základě předem daného metrického systému Adebar, který se stal zlomovým dílem v dějinách kinematografie. Schéma vycházelo z pygmejské hudby. Základní stavební jednotkou toho schématu byla fráze 26 filmových políček. Každý prvek filmu pak měl dvojnásobnou, poloviční, či stejnou délku.
V Kubelkově experimentu Adebar kopírovací proces vytváří z materiálu, na němž jsou zachyceny tančící dvojice v kavárně, příval negativních obrazů, prohozených nebo převrácených na každém konci záběru. Protože hudební fráze užitá ve filmu trvala 26 okének, Kubelka se rozhodl, že všechny záběry tančících páru budou trvat buď 13, 26 nebo 52 okének. Tyto záběry jsou dále kombinovány do frází. Fráze pak režisér obměňoval podle vlastních pravidel. Střih mohl například spojovat pouze pozitivní a negativní obrazy. Adebar končí vyčerpáním všech možných kombinací záběru. Celý film trvá pouze 52 sekund.
Film Schwechater z roku 1958 byl vytvořen jako reklamní zakázka pro stejnojmennou značku piva. Kubelka si předem stanovil tuto strukturu výsledného filmu: 1 okno černé, 1 okno obrázek, 2 okna černá, 2 okna obrázků, 4 černá, 4 obrázků, 8 černých, 8 obrázkových, 16 černých a 16 obrázkových oken. Pak se celý proces opakuje.
Vyvrcholením Kubelkových formalistických tendencí je film Arnulf Rainer (1960), který zcela rezignuje na obsahovou náplň jednotlivých okének filmového pásu. Celé dílo je vytvořené pouze z bílých a černých políček, které na plátně tvořily mžikavý efekt, tzv. flicker efekt, a u diváka vyvolávaly poté spektrální vize.

## Filmografie
- 1954–1955 Mosaik im Vertrauen (Mozaika s důvěrou)
- 1956–1957 Adebar
- 1957–1958 Schwechater
- 1958–1960 Arnulf Rainer
- 1961–1966 Unsere Afrikareise (Náš výlet do Afriky)
- 1975–1977 Pause!
- 1996/2003 Dichtung und Wahrheit (Poezie a pravda)
- 2012 Antiphon